# 日韓関係
日韓関係（にっかんかんけい、韓: 한일관계）は、日本と大韓民国との二国間関係を指す。両国は1965年12月18日に「日本国と大韓民国との間の基本関係に関する条約（日韓基本条約）」の批准書を交わし、外交関係を樹立した。これに伴い、日本は韓国を朝鮮半島における唯一の合法的な政府として認めた。
日本と韓国は隣国であり、どちらも東アジアにおけるアメリカ合衆国の同盟国である。それにもかかわらず、近年、両国の関係は大きく悪化しており、強い相互不信と多くの紛争が特徴となっている。これらの論争には、竹島に対する領有権主張、日本の首相による靖国神社への参拝、日本統治下の朝鮮に対する日本の扱いに関する異なる見解、および日本が韓国に対して第二次世界大戦中の韓国人慰安婦に対する虐待について謝罪や賠償を求める交渉に応じないことなどが含まれる。2018年、外務省による日本の外交青書では韓国を「日本と戦略的利益を共有する日本の最も重要な隣国」と呼んでいた前年の表現を削除、2020年からは「日本にとって重要な隣国」となった。2021年には、韓国は最新の防衛白書で日本を「パートナー」とする記述を削除した 。こうした緊張関係は、この地域における中国の脅威に対抗する共通前線を促進するためのアメリカの取り組みを複雑化させている。
2014年のBBCワールドサービスの調査によると、韓国の影響力について、日本人の13％が肯定的に、37％が否定的に見ており、日本の影響力について韓国人の15％が肯定的に、79％が否定的に見ており、韓国は中国に次ぐ、世界で2番目に、日本に対して否定的な認識を持つ国となる。両国の関係が非常に敵対的なために、様々なメディアコメンテーターによって「冷戦状態」にあると説明されてきた。

## 歴史

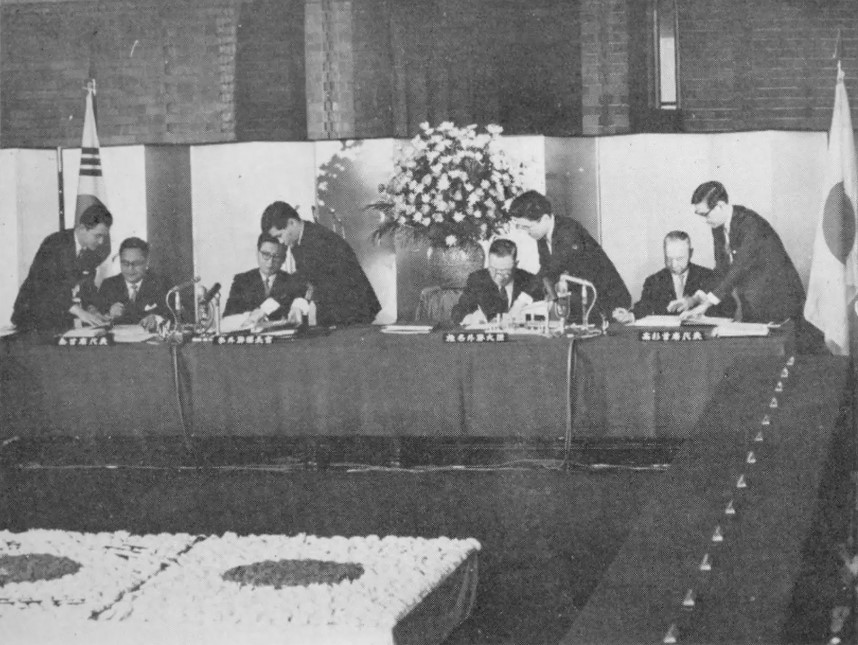
1965年6月22日、日韓基本条約の調印式が日本の首相公邸で行われた。

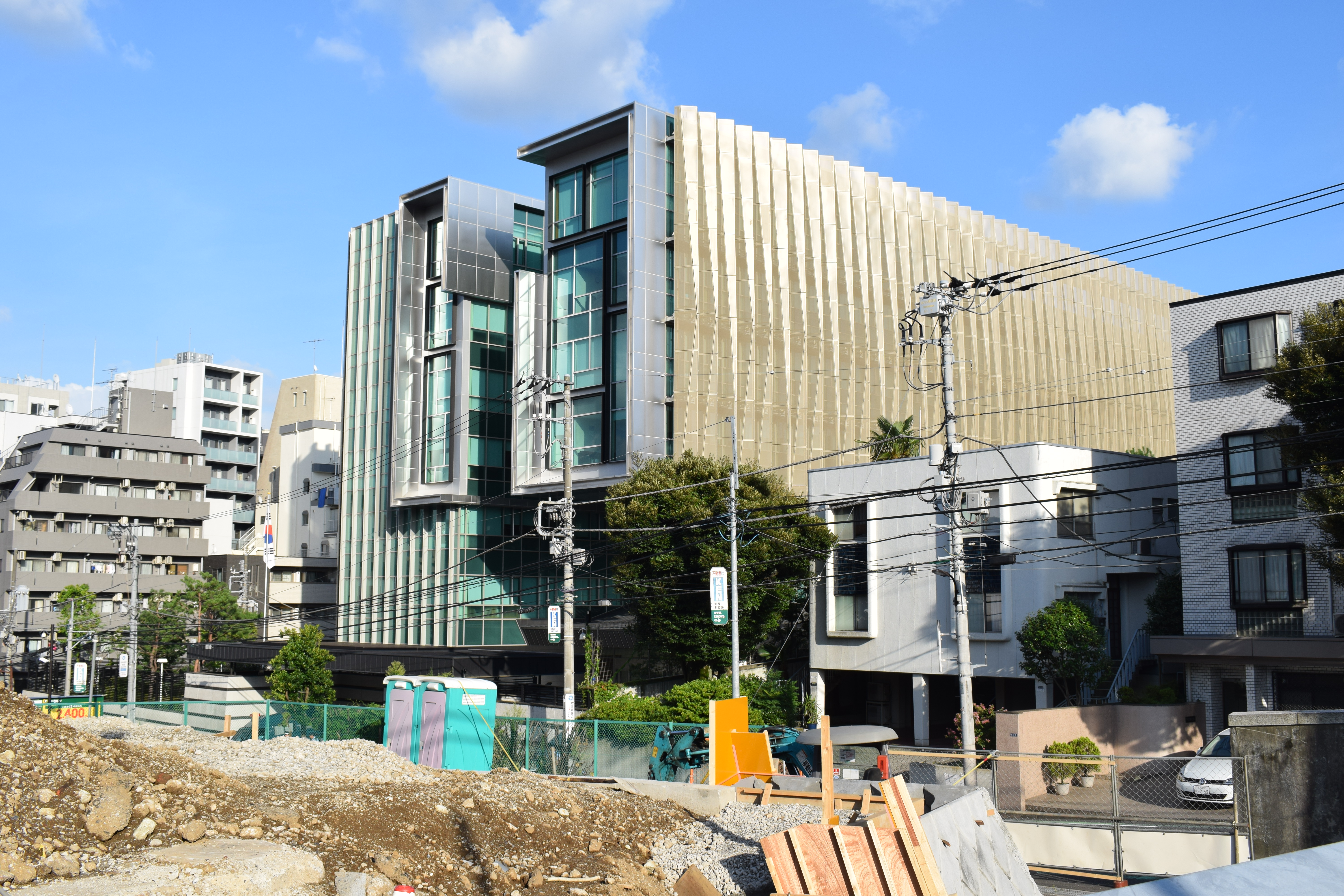
駐日本国大韓民国大使館

1965年6月22日、日韓基本条約の調印式が日本の首相公邸で行われた。同年12月18日にソウルで批准書が交換され、日本と大韓民国両国の国交が正常化した。日本は慰安婦、強制労働者、その他の犠牲者への補償として3億ドルを無償供与提、さらに2億ドルを有償供与した。
1967年6月30日、佐藤栄作首相は戦後の日本の首相として、初めて韓国を訪問した。3日間の滞在中、佐藤は朴正煕大統領の就任式典に参列した。
韓国は、日本の政治家による北朝鮮への時折の訪問、在日朝鮮人の北朝鮮へ帰国事業の継続、および東京都小平市の朝鮮大学校を認可するという美濃部亮吉知事の提案に強く反対した。日本の外務省も、韓国との関係に配慮し、この問題について美濃部に反対したが、1968年4月、朝鮮大学校は各種学校として認可された。その間、日韓交流は新しい航空路、観光、そして貿易を通して増加した。
1973年8月8日、亡命生活を送っていた金大中が韓国中央情報部（KCIA） により東京都のホテルで拉致され、本国へ船で連れ去られた。
1974年8月6日、在日韓国人の文世光が偽造された旅券で韓国に入国。大阪府内の派出所から盗んだ拳銃を持ち込むことにも成功した。8月15日、朴正煕殺害を試み、陸英修大統領夫人が死亡した（文世光事件）。日本政府は、文の行動に対する道義的および法的責任を否認し、韓国側を激怒させた。8月17日付の朝日新聞、同月18日付の読売新聞はいずれも社説で、自由に対する抑圧が招来した自業自得として朴政権を非難し、韓国側の怒りをさらに高めた。
1975年7月23日から24日にかけて宮澤喜一外相は韓国を訪れ、金東祚外相と会談。2年前の金大中事件について会談した。韓国政府はKCIAの関与を全面否定し、「金大中氏の帰国前の海外での行為は不問にする」という了解が日韓両政府間で交わされた。この会談は1973年11月に金鍾泌外相と田中角栄首相が行った第一次政治決着に続くものとして、「第二次政治決着」と呼ばれた。
同年8月5日から6日にかけて、三木武夫首相とアメリカのジェラルド・R・フォード大統領はワシントンで会談。共同声明を発表し、「大韓民国の安全は、日本を含む東アジアの平和と安全のために必要である」と宣言した。同年9月15日、前述の第二次政治決着を受けて第8回日韓定期閣僚会議がソウルで開かれた。
1990年代初頭、元慰安婦数名が公に名乗り出たところ、日本政府が当初、責任を否定したことなどをきっかけに、日本と韓国の関係は悪化した。この摩擦はやがて、日本の韓国植民地化全般に関する論争へと発展していった。
1993年8月4日、河野洋平官房長官は、従軍慰安婦に対する旧日本軍の関与を認める声明を発表。この「河野談話」において「おわびと反省」を表明した。
1998年2月25日、金大中が大統領に就任した。就任直後、金は自身の日本訪問の準備と新しい韓日関係宣言の作業を部下に命じた。
同年10月7日、金大統領夫妻は国賓として来日した。同月8日、日韓両政府は「日韓共同宣言」を発表した。この宣言の中で小渕恵三首相は外交文書として初めて、大韓民国を明示して、日本の行った植民地支配について謝罪をした。金大中はまた同日、参議院本会議場で約30分間演説し「日本の大衆文化の韓国進出を段階的に開放する考えである」と表明した。この発言がきっかけとなり、韓国の対日大衆文化開放政策が進んだ。
2001年4月3日、慰安婦の記述を認めない『新しい歴史教科書』『新しい公民教科書』（ともに扶桑社）が、検定意見箇所の修正を経て、教科書検定に合格した。同年5月8日、韓国政府は『新しい歴史教科書』に9つの問題があるとし、日朝関係史に関する25の主題についての修正を日本政府に要求した。
同年10月15日、訪韓した小泉純一郎首相は金大中大統領との間で首脳会談を行った。このときの合意に基づき、2002年から2005年にかけて第1回日韓歴史共同研究が行われた。
2002年、明仁がメディアに対して韓国人の祖先がいることを示唆するなど、積極的な歩み寄りもあった。

## 貿易とパートナーシップ
1996年、FIFAは、日韓両国が2002 FIFAワールドカップを共同で開催すると発表した。その後数年間は、大会の準備のために両国の指導者が集まり、関係が改善される。両国の国民は当初、同時開催に不満を持ち、竹島問題が再燃したが、結果的にイベントは大成功だった。
ブルームバーグの分析によると、特に貿易、投資、金融における両国間の経済的つながりは、貿易の重力モデルによって予測される水準よりもはるかに弱い。特に北米やヨーロッパ諸国間と比較しても顕著であり、この経済統合の欠如は、両国の敵対的な関係に起因する。
デビッド・カンとジウン・バンによれば、韓国は「アジアのビジネスの中心地」となることを目標に、日本を含む他の北アジア諸国とのビジネスや貿易における平和的、中間的立場を目指した。しかし、日韓両国は、安全保障における不安定な歴史を抱えており、日韓経済関係に影響を与えているため、この枠組みは日本よりも中国に有利であると指摘される。これにより、両国間の貿易の減少につながり、日本の観光業は、韓国が提供する大きな輸出サービスの1つであるが、2012年から2013年の間に約23％減少した。
東日本大震災から数年後、東京電力が福島原発事故について放射性廃棄物の問題があることを断定した後、韓国は福島原子力発電所の廃棄物に対する懸念が高まっているためとして、2013年に日本の8つの県からの魚の輸入を禁止した。日本は禁止措置を敵対的な動きと見なし、日本政府は2015年5月に世界貿易機関（WTO）に、「韓国が日本の水産物を差別している」と主張し提訴した。2017年10月、WTOは裁定を下し、韓国側の敗訴が報じられた。
2019年4月12日、WTOは最初の2013年の決定を覆した。2011年の原発事故後、50か国近くが日本からの輸入を禁止したが、日本は韓国の輸入制限についてのみWTOに提訴していた。
2019年7月、日本は、韓国への複数の規制品目の輸出について、今後、輸出規制をかけると発表した。具体的には、フッ化ポリイミド、フッ化水素、フォトレジストについて規制することを通達した。韓国の技術企業は現在、これら3つの技術輸入の過半数または大部分を日本から輸入している。規制は2019年7月4日から施行された。この規制は2019年7月4日から施行された。日本の経済産業省は、規制の理由として、韓国の輸出管理・規制制度に対する日本側の信頼の欠如と、企業による規制品目の不正再輸出の発覚を挙げている。経済産業省は上記の説明の具体的な詳細や例を示していないが、一部のメディア報道は、韓国がアラブ首長国連邦やイラン、北朝鮮に規制された化学物質を流出させた可能性があると主張している。韓国は自国の輸出管理が緩慢であるとの主張を否定し、韓国が北朝鮮に対する制裁を実施するための措置を取らなかったという日本の主張に抗議するために日本大使館職員を召喚した。韓国の産業通商資源部長官のソン・ユンモ氏は、日本から化学物質を輸入している企業の緊急検査では、それらの化学物質が北朝鮮に輸出されているという証拠はなく、日本の主張は根拠がなく、日本による措置を中止すべきだと述べた。一部では、日本の貿易制限を、韓国企業による知的財産権侵害の疑いに対して報復するための言いがかりであると見ている。
日本は新たな貿易制限を開始する意向であり、今回は通常兵器や大量破壊兵器の拡散に対して必要な措置を講じていると見られる国のリストから韓国を排除し、新たな貿易制限を行おうとしている。リストからの削除により、経済産業省は、日本の観点からの国家安全保障上の懸念を理由に、上記の3つの主要な品目以外のもの含めて韓国向けの輸出規制を行うことができる。
2021年、韓国政府は日本からの「産業独立」を宣言し、エッチングガス、フォトレジスト、フッ素化ポリイミドなどの主要品目について、産業部門向けの日本の材料の輸入をほぼゼロにまで削減できたと主張した。工業製品上位100品目に対する日本への依存度は全体で24.9％に低下し、日本製品の輸入を減らすためのさらなる努力が進められている。この成果は、日本の植民地支配下での独立闘争に準えて、政府関係者は「独立運動」に例えている。
2022年1月1日、RCEPが日本を含む10ヶ国間において発効、翌月1日、韓国においても発効となり日韓では初のFTAとなる。

## 日韓問題

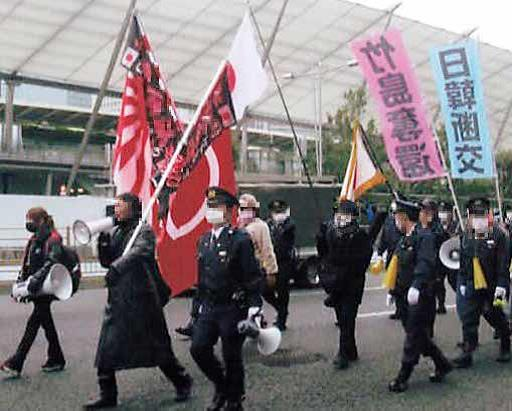
東京都での右翼団体による反韓デモ（2022年）

### 日本海呼称問題
日本と韓国の間で水域の国際名をめぐって論争がある。日本は、18世紀後半から19世紀初頭にかけてヨーロッパの地図に「日本海」という名称が多く使われ、現在も多くの地図がこの名称を使用していることを指摘している。しかし、韓国政府は「東海」(ハングル: 동해)という呼称が韓国で2000年前から使用されているとし、日本が、大日本帝国拡大の下で大韓帝国の外交権が失われている間に、「日本海」という名称の使用を奨励したと抗議している。韓国は、日本海ではなく、ヨーロッパの古地図に見られる最も一般的な名前の1つである「東海」または「朝鮮東海」という呼称を用いるべき（少なくとも併記するべき）だと主張している。
日本は、1894年の日清戦争以降において韓国の外交政策に対する日本の影響力が増大するよりも以前、1860年以前に、欧米諸国が「日本海」と名付けたと主張している。さらに、日本は、主要な命名は、日本が外国との接触をほとんど持たなかった鎖国中に行われたので、日本が命名の決定に影響を与えることはできなかったと主張している。1928年に国際水路機関が発表した「大洋と海の境界」という文書で、正式に「日本海」と名付けられ、やがて国連など他の国際公文書にも影響を与えることになる。また、日本は「東海」という言葉が韓国で2000年以上使われてきたかどうかは重要ではなく、あくまで地域における名称であり、国際的にどのように名付けられたかが重要であると主張している。韓国は、韓国が日本に占領され、1928年当時、異を唱えることが事実上できなかったと主張している。

### 竹島問題
日本語で竹島、韓国語で独島（독도）と呼ばれる島嶼群は、現在韓国が違法に占領している。これに対し日本は、韓国側へ国際司法裁判所へ出席するよう3度要求しているが、いずれも韓国に拒否されている。島周辺には貴重な漁場があり、メタンハイドレートが大量に埋蔵されている可能性がある。
領土問題は、両国間のナショナリズムの緊張の大きな原因となっている。現在、韓国は、海洋警察庁が駐留している他、韓国の高齢者2人が居住している。

### 慰安婦問題
韓国は、第二次世界大戦中に日本軍兵士との性行為を強要された女性・少女の性奴隷問題、すなわち慰安婦問題に対する公式の誠実な謝罪と補償を要求してきた。 日本軍性奴隷制に関する世界会議によれば、強制連行、誘拐、強要、欺瞞によって軍の駐屯地に入隊した朝鮮人性奴隷は、ほとんどが18歳未満の少女で、毎日30～40人の兵士によって強姦された。
ニューヨークタイムズによると、

帝国陸軍は、征服した地域の女性を戦利品として扱い、中国から南太平洋に広がる慰安所と呼ばれる軍運営の売春宿で働かせるために女性を集めていたというのが、歴史家の主流な見解である。工場や病院での仕事を持ちかけられて騙され、慰安所で兵士に性行為を強要された者も少なくない。東南アジアでは、日本兵が女性を拉致し慰安所で働かせたという証拠もある。
兵士との性交渉を強要されたと名乗り出た女性には、中国人、朝鮮人、フィリピン人のほか、当時のオランダ領インドネシアで捕らえられたオランダ人女性もいる。

日本のメディアは、戦時中の売春宿の責任を日本軍から他の要因へ転嫁しようとし、「貧困と家父長的な家族制度のために売春業者が蔓延していた。そのため、軍が直接関与していなくても、仕事上の詐欺や人身売買などの方法で多くの女性を集めることができたと言われている」と述べている。数少ない生存者である女性被害者が、公式な認定と誠実な謝罪を求める努力を続けている中、日本の裁判所は、時効や証拠がないなどとして、そのような主張を退けている。
1990年11月、日本軍『慰安婦』問題解決全国行動が設立された。1993年、日本政府は第二次世界大戦における性的奴隷制の存在を公式に認めた。2008年時点で4300万ウォンの一時金と80万ウォンの月謝が遺族に支給されている。日本政府はまた、被害者に補償と公式の謝罪の手紙を与える組織を設立した。現在、生存している女性被害者の多くは80歳代である。2007年現在、韓国政府によると、韓国には109人、北朝鮮には218人の生存者がいる。韓国の生存者は、毎週水曜日に韓国ソウルの日本大使館前で抗議活動を行っている。2011年12月には1000回目の抗議が行われた。

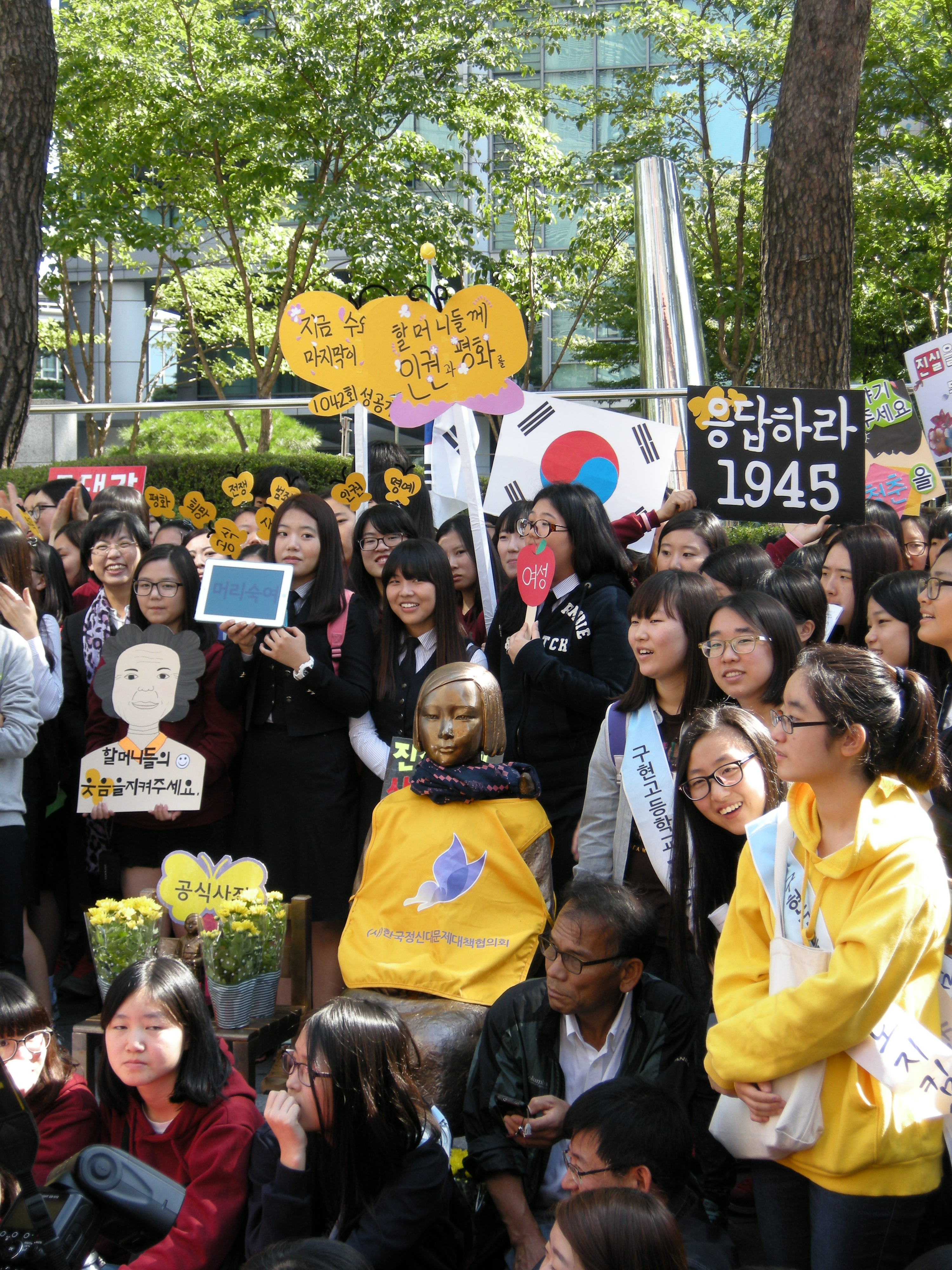
ソウルの日本大使館前での水曜デモ（2012年10月）

2000年12月、日本の軍事性的奴隷制に関する女性国際戦犯法廷が東京で開催された。裁判員たちは、75人の被害者の証言を何時間も聞き、宣誓供述書やビデオインタビューなど、数え切れないほどの被害者の証言を確認した。法廷の判決は、昭和天皇をはじめ、日本政府関係者を「人道に対する罪」で有罪とし、日本には国家責任があり、被害者に対して賠償を行うべきであるとした。
2007年7月、米国下院は、日本が第二次世界大戦中の性奴隷について謝罪するよう求める決議案を可決した。決議案の提出者は、日系3世のマイク・ホンダである。2007年12月13日、欧州議会は、日本政府に対し、日本軍性奴隷制の生存者への謝罪を求める決議を採択した。この決議は、出席議員57名のうち54名の賛成で可決された。

### 第二次世界大戦中の朝鮮人強制労働
第二次世界大戦中、大日本帝国は780万人もの朝鮮人を徴用し、兵役や性奴隷制（慰安婦）を含め、強制労働に従事させた。
2019年、韓国の裁判所の判決により、第二次世界大戦中の強制労働をめぐり、韓国の被害者個人に対する日本企業による賠償を認めた。これは、両国間の緊張の高まりにつながった。日本によると、戦時中の行動に関連するすべての問題は、日韓請求権協定に両国が署名した1965年に解決された。しかし、1965年の条約には別の見方がある。国家間の外交関係を達成する目的でありるため、賠償を求める個人の権利は条約に盛り込まれていなかった。そのため「韓国の最高裁は、日本統治地時代（1910-1945）に韓国人労働者を搾取した新日鉄と三菱重工に対し、被害者に賠償金を支払うべきとの判決」を下した。
7月29日、日本の複数のメディアは、日本の外務省が、第二次世界大戦に関する1965年に締結された日韓請求権協定の交渉過程で韓国政府が提示した「日本に対する請求権」を開示したと報じた。韓国への賠償は、韓国が総額5億ドルの資金を受け取ることで「完全かつ最終的」であると明記している。請求項は8条で構成され、その中に「募集された朝鮮人による償還、補償、その他必要な請求権」がすべて含まれている。請求権とともに公表された交渉議事録によると、1961年5月の交渉で日本側代表が「韓国の被害者個人に対する支払いを日本政府が行うのか」と尋ねたところ、韓国側は「国として全額受け取り、国内の支払いは国内措置として必要に応じ行う」と答えたという。こうして日本政府は3億ドルを無償供与で、2億ドルを有償供与で韓国政府に提供した。

### 福島第一原子力発電所の放射線処理水の排出
2021年4月に日本は福島原発の処理水を放出する決定をしたが、両国間の新たな緊張の源として浮上した。
日本がこの決定を発表した後、韓国政府は直ちにこの決定を非難し、駐韓日本大使を呼び出して厳重な抗議を行った。日本の決定により、韓国全域で市民の抗議活動が相次いだ。韓国政府は日本に対する法的措置を検討しており、韓国の様々な市民団体や協会も同様の対応を検討している。さらに、韓国はこの問題に関して、アメリカ合衆国、デンマーク、その他のG7諸国などの他の国々の協力を求めている。2021年6月には、韓国議会が日本の決定を非難する決議を政治的な各方面の支持を得て可決したため、対立はさらにエスカレートした。

## 文化交流

### 韓国から日本
2003年4月に日本で放送された韓国のテレビシリーズ「冬のソナタ」は、日本で大ヒットし、日韓文化交流のランドマークとして認識されるようになった。女性のK-POPアーティストBoAは、日本で最も人気のある歌手の1人であり、6作連続でビルボードチャートで上位にランクインしている。
近年では、SUPER JUNIOR、東方神起、SUPERNOVA、BIGBANG、KARA、少女時代、2PM、Red Velvet、TWICE、BTSなど、さまざまなK-POPアーティストが日本でデビュー、活躍しており、特にKARA、少女時代、Twiceは日本で数々のチャートや賞などを獲得している。
韓国政府は、東京、千葉市、福岡市、広島市、神戸市、京都市、長野市、奈良市、岡山市、大阪市、さいたま市、札幌市、仙台市、下関市、横浜市に韓国文化教育センターを置いている。
在日本大韓民国民団に関連する韓国のインターナショナルスクールには、東京韓国学校、京都国際中学校・高等学校、金剛学園（金剛ハグォン）、ペクドゥハグォン（建国）がある。

### 日本から韓国
第二次世界大戦後、韓国は音楽、映画、テレビ番組、アニメ、ビデオゲーム、文学（漫画）などの日本の文化的輸入を禁止した。それでも、1990年代にはX JAPANの楽曲「ENDLESS RAIN」がギルボードチャート（ストリートボードチャート）のヒット曲として露店販売で大人気となり、韓国の人々は露店のラジカセを通じ、この曲を様々な場所で聞かれるようになった。韓国の政府とマスコミは無視を決め込んでいたが、どこでも流れていたこの曲は誰もが聴いていた。1998年、金大中政権下で輸入禁止が部分的に解除された。2004年に、日本のCD・DVDの輸入が解禁された。
韓国には、在留邦人の子どもたちのために、ソウル日本人学校と釜山日本人学校の2つの日本人学校が設置されている。

## 軍事関係
2012年、韓国が日本と軍事協定を結ぶことで合意したと報じられたが、これは北朝鮮や中国の脅威に対応するためとされる。韓国と日本の間の軍事協定は、軍事情報共有協定であるが、政府が国会での議論なしに通過させようとしたことは、コリア・ヘラルドによって報じられた。歴史問題や領土問題、北朝鮮や中国を刺激する可能性、日本の軍国主義化に対する懸念などから、大多数の国民や野党、与党までもが軍事協定に反対していた。そのため、調印式のわずか1時間前に延期した。
日本と韓国が協定締結を意図した理由は、両国がアメリカ合衆国の同盟国であり、米国と独自の軍事同盟を結んでいるため、米国から強い圧力を受けていたからである。
2016年11月、韓国の各方面からの批判にさらされながら、両国は、北朝鮮に関する軍事情報を共有することを目的とした日韓秘密軍事情報保護協定（GSOMIA）に署名した。

## 観光

日本と韓国の観光客の比較(2005–2018)

2012年に李明博が竹島に上陸し、天皇に謝罪を求める発言を繰り返して以来、日本国民の韓国に対するイメージは大きく悪化した。日本から韓国への観光客は2012年の350万人から2015年には180万人と半減したのに対し、韓国からの観光客は2012年の200万人から2015年には400万人と倍増した。新型コロナウイルス感染症の影響を受ける前年の2019年の日本人訪韓観光客は327万人で300万人を超えたのは2012年以来であった。しかし最後の3か月で、韓国から日本への観光は、両国間の関係が大幅に悪化したため、前年と比較して約65％の大幅な減少が見られた。
2019年の訪日韓国人観光客は558万人であった。こちらも日韓関係の影響で前年から25.9%減少した。

## 公式見解
日本の外務省が発行する文書「外交青書」の2018年版では、韓国との関係について、「アジア太平洋地域の平和と安定のために、両国の良好な関係は不可欠」とだけ記載し、前年まで記載されていた「韓国は、日本と戦略的利益を共有する最も重要な隣国である。」の部分を削除した。2014年の「大韓民国と日本は、自由、民主主義、基本的人権の尊重などの基本的価値を共有する、相互に最も重要な隣国」という記述をピークにこの語調は継続的に低下する傾向にある。
2015年3月2日、関係悪化を反映して、単に日本の「最も重要な隣国」に替える改訂を行った。この変更は、韓国の朴槿恵大統領が、日本と韓国は「ともに自由民主主義と市場経済の価値を守っている重要な隣国であり...」と演説した翌日に行われた。 日本政府関係者は、「韓国の司法や社会には不信感がある」と述べている。2012年2月の時点では、すでに「基本的人権の基本的価値の共有」という文言は削除されていた。 2020年の青書では、韓国は日本の「最も重要な隣国」として表現されなくなり、さらに語調が低下した。2021年、韓国は関係悪化を反映し、最新の防衛白書で日本を「パートナー」とする記述を削除した。しかしその後、2023年3月1日、韓国の尹錫悦大統領により「日本は過去の軍国主義の侵略者から協力するパートナーになった」と再び宣言された。